# Longitudinell studie
Longitudinell studie är inom statistik en undersökning över en viss tid där man följer upp studieobjekten och gör upprepade mätningar på dem.

## Källhänvisningar
1. ↑  ”longitudinell”. Psykologiguiden. Psykologiguiden i Sverige AB. Arkiverad från originalet den 26 oktober 2014. https://web.archive.org/web/20141026230926/http://www.psykologiguiden.se/www/pages/?Lookup=longitudinell. Läst 26 oktober 2014.